# كاران سينغ باتل
كاران سينغ باتل هو سياسي هندي، ولد في 10 يونيو 1951 في محافظة فاتحبور، ولاية أوتار براديش ‏ في الهند. نشط حزبياً في حزب بهاراتيا جاناتا. وقد انتخب عضو الجمعية التشريعية في أتر برديش ‏.